# Глухий губно-губний дрижачий
Глухий губно-губний дрижачий — приголосний звук, що існує в кількох мовах. У МФА символ, що представляє звук, виглядає так: ⟨ʙ̥⟩. Символ у X-SAMPA: B\_0
Звук дуже рідко зустрічається у мовах світу. Він існує, наприклад, у мові Пара Арара.
Дуже мала кількість мов розрізняє дзвінкі та глухі губно-губні дрижачі як окремі фонеми – зокрема, мова манґбету в Конго, мова нінде у Вануату.
Є також дуже рідкий глухий губно-губний дрижачий-ясенний африкат, [t̪͡ʙ̥] (записується, як ⟨tᵖ̃⟩ в авторів Еверетт та Керн), що є в мові піраха та кількох словах чапакурських мов варі та оро він. Цей звук також є алофоном лабіалізованого глухого ясенного проривного /tʷ/ в абхазькій та убихській, але частіше в цих мовах зустрічається вимова [t͡p]. У чапакурських мовах, [tʙ̥] зустрічається майже виключно перед огубленими голосними, як-от [o] та [y]. 
Крім того, в мові лесе є ще один рідкий дрижачий африкат: губно-велярний дрижачий африкат [k͡pʙ̥], що є алофоном глухого губно-задньоязикового проривного [k͡p].

## Особливості
Особливості глухого губно-губного дрижачого:
- Спосіб творення — дрижачий, тобто він артикулюється дрижанням язика в місці творення.
- Місце творення — губно-губне, тобто він артикулюється обома губами.
- Тип фонації — глуха, тобто цей звук вимовляється без вібрації голосових зв'язок.
- Це ротовий приголосний, тобто повітря виходить крізь рот.

- Оскільки звук не створюється потоком повітря над язиком, він не є ані центральним, ані боковим.
- Механізм передачі повітря — егресивний легеневий, тобто під час артикуляції повітря виштовхується крізь голосовий тракт з легенів, а не з гортані, чи з рота.

## Приклади
| Мова       | Слово              | МФА         | Значення          | Примітки                              |
| ---------- | ------------------ | ----------- | ----------------- | ------------------------------------- |
| Ахамб      | [ŋãˈʙ̥̍s]            | [ŋãˈʙ̥̍s]     | '(воно) піниться' | Відрізняється від фонем /ʙ̥, ᵐʙ, ⁿᵈr/. |
| Лесе       | [uk͡pʙ̥u]            | [uk͡pʙ̥u]     | 'голова'          | Алофон /k͡p/                           |
| Невервер   | [naɣaᵐʙ̥]           | [naɣaᵐʙ̥]    | 'fire, firewood'  |                                       |
| Пара Арара | [ʙ̥uta]             | [ʙ̥uta]      | 'to throw away'   |                                       |
| Убихська   | тваҳəбза/tuaqhəbza | [t͡ʙ̥aχəbza]  | 'Убихська мова'   | Алофон /tʷ/.                          |
| Варі       | tpotpowe           | [t͡ʙ̥ot͡ʙ̥oweʔ] | 'курка'           |                                       |